# Park Narodowy Traslasierra
Park Narodowy Traslasierra (hiszp. Parque nacional Traslasierra) – park narodowy w Argentynie położony w północno-zachodniej części prowincji Córdoba, w departamencie Minas. Został utworzony 18 kwietnia 2018 roku i zajmuje obszar 440 km².

## Opis
Park położony jest na zachodnich zboczach pasma górskiego Sierras de Pocho (jedno z pasm Sierras de Córdoba), na terenie ekoregionu Chaco Seco (części Chaco Boreal). 
Klimat subtropikalny. Opady są bardzo rzadkie (pomiędzy 350 a 480 mm) i koncentrują się w okresie letnim. Średnia temperatura roczna wynosi około +20 °C.

## Flora i fauna
Park pokrywają łąki i lasy. W lasach rosną przeważnie drzewa kebraczo. Żyje tu 161 gatunków ptaków, 24 gatunki ssaków i 30 gatunków gadów. Są to m.in.: zagrożone wyginięciem pekarczyk czakoański i tukotuko wydmowy, a także żółw z gatunku Chelonoidis chilensis, urubitinga czubata, kardynałka, dzięcioł magellański, tamandua południowa, gwanako andyjskie, boa argentyński i występujący w godle parku boa z gatunku Epicrates alvarezi.